# Crematogaster menilekii
Crematogaster menilekii är en myrart som beskrevs av Auguste-Henri Forel 1894. Crematogaster menilekii ingår i släktet Crematogaster och familjen myror.

## Underarter
Arten delas in i följande underarter:
- C. m. completa
- C. m. menilekii
- C. m. occidentalis
- C. m. proserpina
- C. m. satan
- C. m. spuria
- C. m. suddensis
- C. m. viehmeyeri